# 綠喉毛腿蜂鳥
是哥倫比亞及厄瓜多爾一種可能已經滅絕的蜂鳥。

## 特徵
綠喉毛腿蜂鳥只有幾個標本，長約10-11厘米。雄鳥的羽毛主要呈綠色，喉嚨有綠松石色，上身及下身的主要部份呈金綠色。尾底羽呈紫藍色，喙直而呈黑色。臀部呈藍綠色，叉尾呈藍黑色。雌鳥喉嚨上沒有斑紋，羽毛較淡色，腹部更為金色。牠們的腳上有很顯眼及密集的白毛。

## 科學分類
綠喉毛腿蜂鳥的分類一直被受爭議。有指牠們是紫頦松腿蜂鳥及一種不知名的毛腿蜂鸟属物種的混種，但另有指牠們是紫頦松腿蜂鳥的亞種。

## 分佈及狀況
綠喉毛腿蜂鳥只有6個標本，都是於19世紀時採集的。當中只有1850年採集的模式標本知道發現位點，就是在厄瓜多爾介乎海拔2100-2300米的地方發現。另外兩個標本只紀錄了在波哥大發現，有可能是來自哥倫比亞拿里諾的帕斯托。
差不多所有綠喉毛腿蜂鳥的假設棲息地都已經被破壞，相信只有少數仍然生活在陡斜的河流。於1976年曾有未確認的觀察報告，但於1980年的研究卻未能發現牠們。

## 外部連結
- BirdLife factsheet - Turquoise-throated Puffleg （页面存档备份，存于）
- Print by John Gould （页面存档备份，存于）